# District de Ried
Pour l’article homonyme, voir Ried im Innkreis.
Le Bezirk Ried est un district du land de Haute-Autriche, en Autriche.

## Liste des communes du district
| Ville 1. Ried im Innkreis (11.434) Ville de marché 1. Aurolzmünster (2.854) 2. Eberschwang (3.383) 3. Lohnsburg (2.326) 4. Mettmach (2.568) 5. Obernberg am Inn (1.710) 6. Reichersberg (1.402) 7. St. Martin im Innkreis (1.695) 8. Taiskirchen im Innkreis (2.408) | Commune 1. Andrichsfurt (726) 2. Antiesenhofen (1.105) 3. Eitzing (661) 4. Geiersberg im Innkreis (541) 5. Geinberg (1.324) 6. Gurten (1.233) 7. Hohenzell (2.002) 8. Kirchdorf am Inn (634) 9. Kirchheim im Innkreis (704) 10. Lambrechten (1.353) 11. Mehrnbach (2.305) 12. Mörschwang (294) 13. Mühlheim am Inn (652) 14. Neuhofen im Innkreis (2.131) 15. Ort im Innkreis (1.191) 16. Pattigham (813) 17. Peterskirchen (708) 18. Pramet (986) 19. Schildorn (1.053) 20. Senftenbach (699) 21. St. Georgen bei Obernberg am Inn (605) 22. St. Marienkirchen am Hausruck (735) 23. Tumeltsham (1.352) 24. Utzenaich (1.499) 25. Waldzell (2.100) 26. Weilbach (598) 27. Wippenham (557) |